# Crispin Varquez
Crispin Barrete Varquez (ur. 5 grudnia 1960 w Sevilla) – filipiński duchowny rzymskokatolicki, od 2007 biskup Borongan.

## Życiorys
Święcenia kapłańskie przyjął 14 kwietnia 1989 i został inkardynowany do diecezji Tagbilaran. Pracował przede wszystkim jako duszpasterz parafialny (był m.in. proboszczem parafii katedralnej), pełnił także funkcje m.in. wychowawcy w diecezjalnym seminarium oraz wikariusza generalnego.
4 sierpnia 2007 został mianowany biskupem Borongan. Sakry biskupiej udzielił mu 18 października 2007 bp Leonardo Yuzon Medroso.